# Cuil
Cuil – wyszukiwarka internetowa założona przez byłych pracowników Google (m.in Anna Patterson, obecnie prezes firmy producenta wyszukiwarki). Wyszukiwarka kładzie duży nacisk na treść znajdującą się na stronach, a nie na popularność stron.
Do listopada 2010 wyszukiwarka ta zindeksowała 131 miliardów stron. 17 września 2010 strona wyszukiwarki została wyłączona.
Wyszukiwarkę cechuje nietypowe ułożenie wyników wyszukiwania umieszczonych w dwóch lub trzech kolumnach (w zależności od ustawień osoby korzystającej).